# Pipiziella siciliana
Pipiziella siciliana là một loài ruồi trong họ Ruồi giả ong (Syrphidae). Loài này được Nielsen & Torp Pedersen mô tả khoa học đầu tiên năm 1973. Pipiziella siciliana phân bố ở vùng Cổ Bắc giới